# تاواو
تاواو هي مدينة، في ماليزيا، تقع في إقليم تاواو، بلغ عدد سكانها 113,809 نسمة وذلك حسب إحصائيات سنة 2010، تبلغ مساحتها 55,900,000 متر مربع (55.9 كـم2)، رمزها البريدي هو 91000.

## المناخ
يظهر الجدول التالي التغييرات المناخية على مدار السنة لتاواو:
| البيانات المناخية لـتاواو          | البيانات المناخية لـتاواو | البيانات المناخية لـتاواو | البيانات المناخية لـتاواو | البيانات المناخية لـتاواو | البيانات المناخية لـتاواو | البيانات المناخية لـتاواو | البيانات المناخية لـتاواو | البيانات المناخية لـتاواو | البيانات المناخية لـتاواو | البيانات المناخية لـتاواو | البيانات المناخية لـتاواو | البيانات المناخية لـتاواو | البيانات المناخية لـتاواو |
| الشهر                              | يناير                     | فبراير                    | مارس                      | أبريل                     | مايو                      | يونيو                     | يوليو                     | أغسطس                     | سبتمبر                    | أكتوبر                    | نوفمبر                    | ديسمبر                    | المعدل السنوي             |
| ---------------------------------- | ------------------------- | ------------------------- | ------------------------- | ------------------------- | ------------------------- | ------------------------- | ------------------------- | ------------------------- | ------------------------- | ------------------------- | ------------------------- | ------------------------- | ------------------------- |
| متوسط درجة الحرارة الكبرى °م (°ف)  | 31.6 (88.9)               | 31.4 (88.5)               | 31.9 (89.4)               | 32.3 (90.1)               | 32.4 (90.3)               | 31.8 (89.2)               | 31.3 (88.3)               | 31.5 (88.7)               | 31.7 (89.1)               | 31.9 (89.4)               | 32.0 (89.6)               | 31.9 (89.4)               | 31.8 (89.2)               |
| المتوسط اليومي °م (°ف)             | 26.1 (79.0)               | 26.1 (79.0)               | 26.6 (79.9)               | 27.0 (80.6)               | 27.2 (81.0)               | 26.9 (80.4)               | 26.4 (79.5)               | 26.6 (79.9)               | 26.5 (79.7)               | 26.7 (80.1)               | 26.7 (80.1)               | 26.3 (79.3)               | 26.6 (79.9)               |
| متوسط درجة الحرارة الصغرى °م (°ف)  | 22.4 (72.3)               | 22.3 (72.1)               | 22.6 (72.7)               | 23.1 (73.6)               | 23.5 (74.3)               | 23.3 (73.9)               | 22.8 (73.0)               | 22.9 (73.2)               | 22.7 (72.9)               | 23.0 (73.4)               | 23.0 (73.4)               | 22.6 (72.7)               | 22.8 (73.0)               |
| الهطول مم (إنش)                    | 138.3 (5.44)              | 101.8 (4.01)              | 100.5 (3.96)              | 89.8 (3.54)               | 126.3 (4.97)              | 162.2 (6.39)              | 207.3 (8.16)              | 201.6 (7.94)              | 178.7 (7.04)              | 170.5 (6.71)              | 150.3 (5.92)              | 135.5 (5.33)              | 1٬762٫8 (69.40)           |
| متوسط أيام هطول الأمطار (≥ 1.0 mm) | 13                        | 11                        | 10                        | 10                        | 12                        | 12                        | 14                        | 13                        | 12                        | 13                        | 13                        | 13                        | 146                       |
| ساعات سطوع الشمس الشهرية           | 182.5                     | 183.8                     | 216.5                     | 222.6                     | 231.1                     | 191.6                     | 216.2                     | 218.9                     | 198.3                     | 198.1                     | 193.3                     | 194.0                     | 2٬446٫9                   |
| المصدر: NOAA                       |                           |                           |                           |                           |                           |                           |                           |                           |                           |                           |                           |                           |                           |

## معرض صور

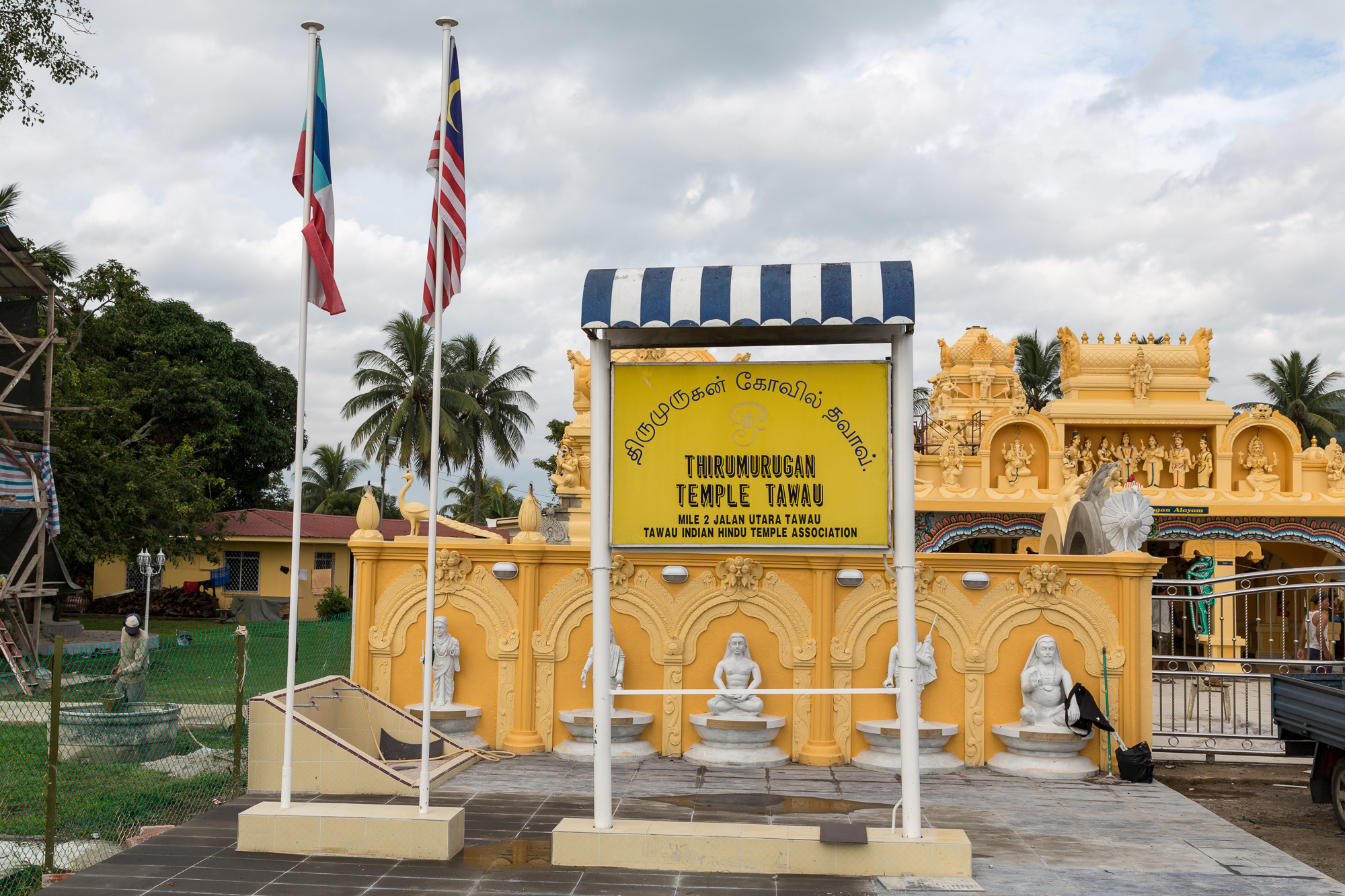
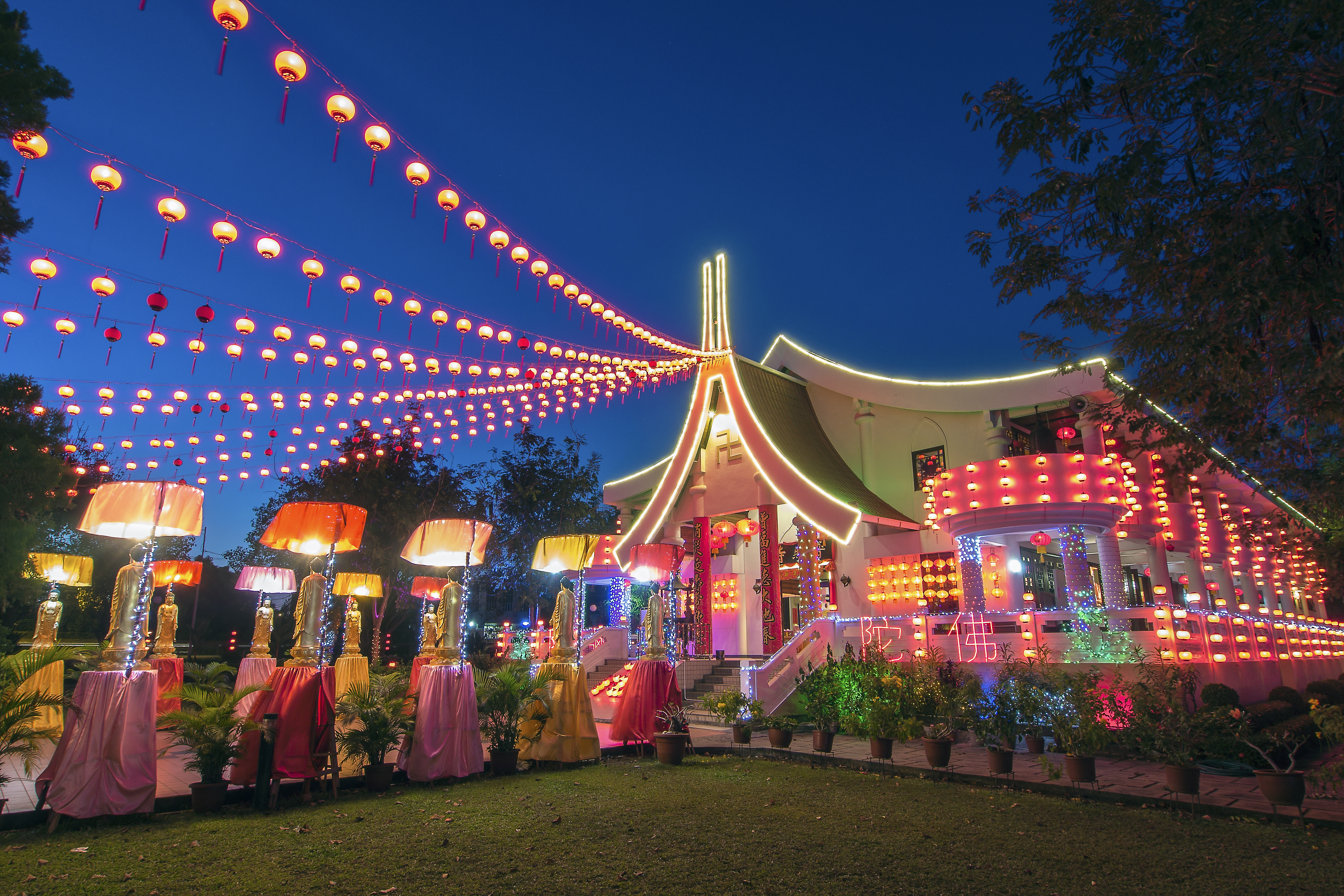
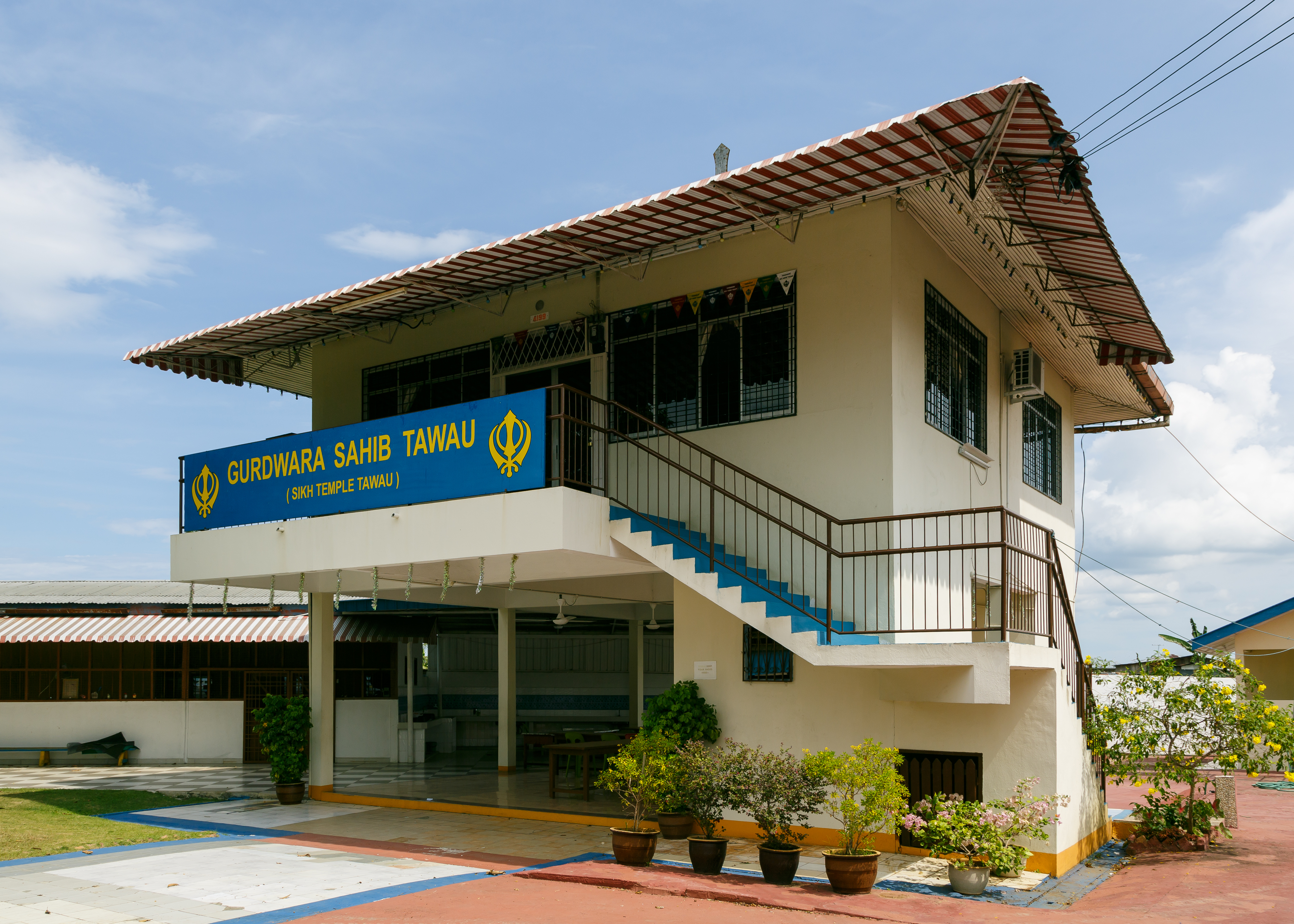
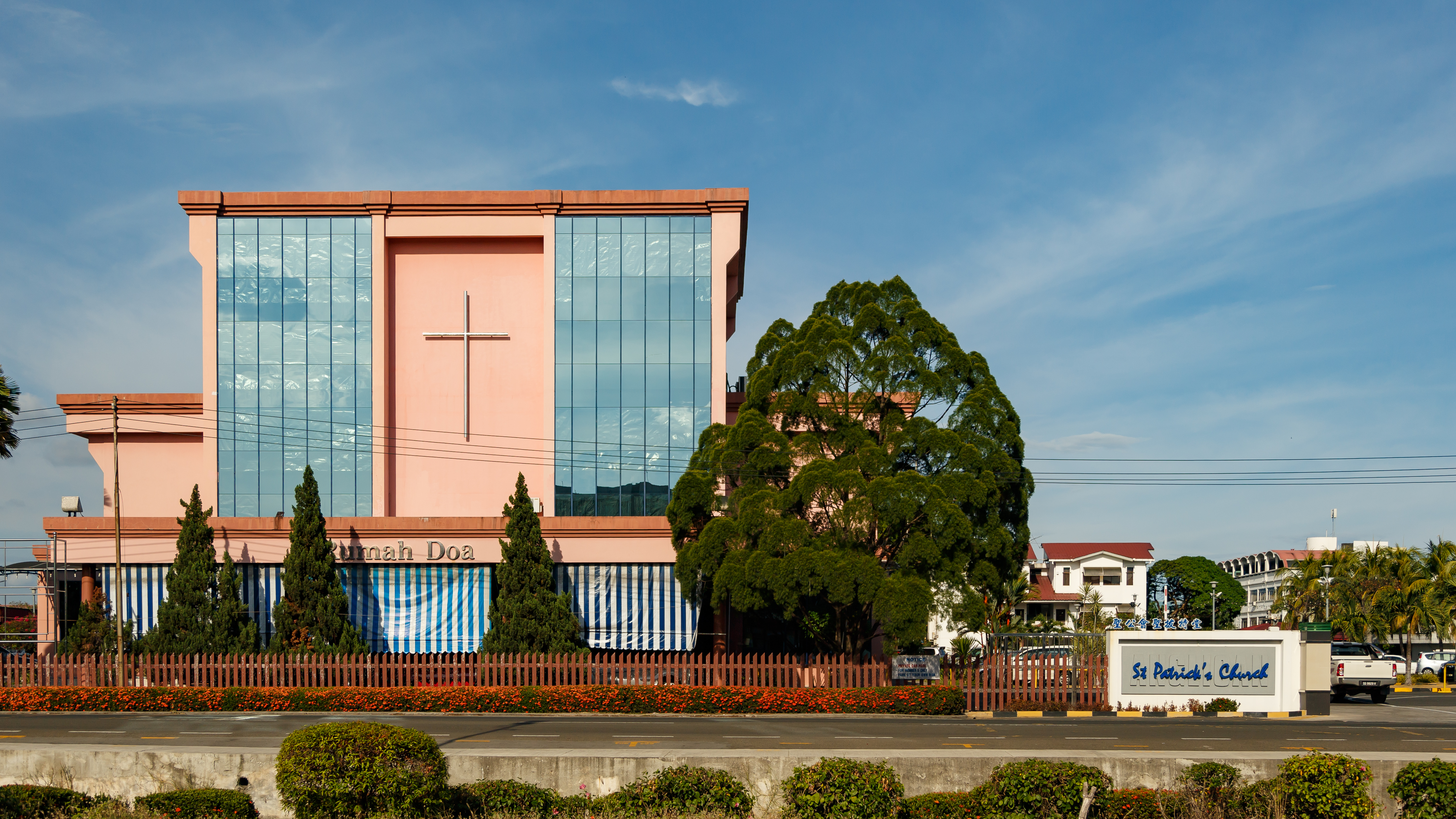
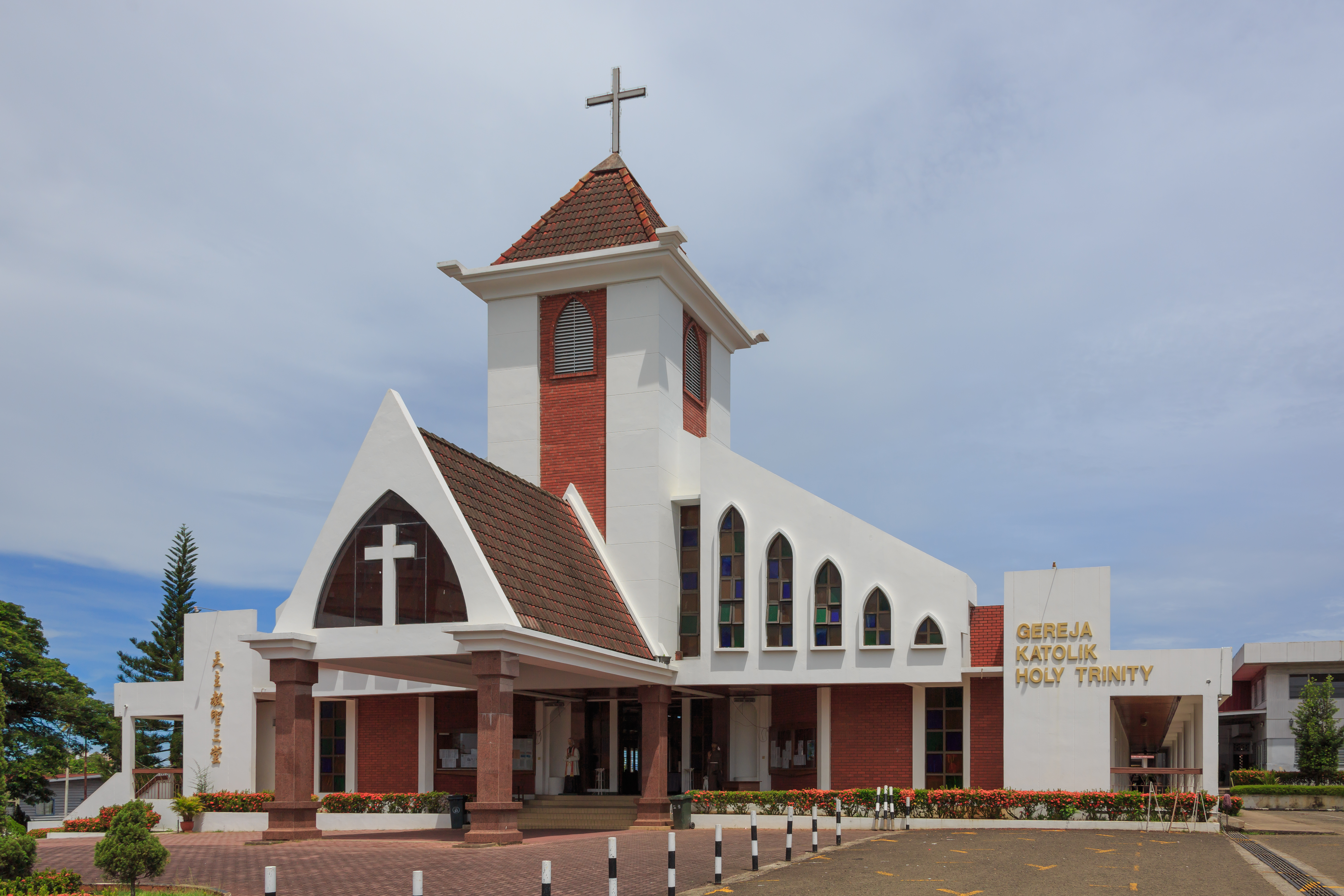
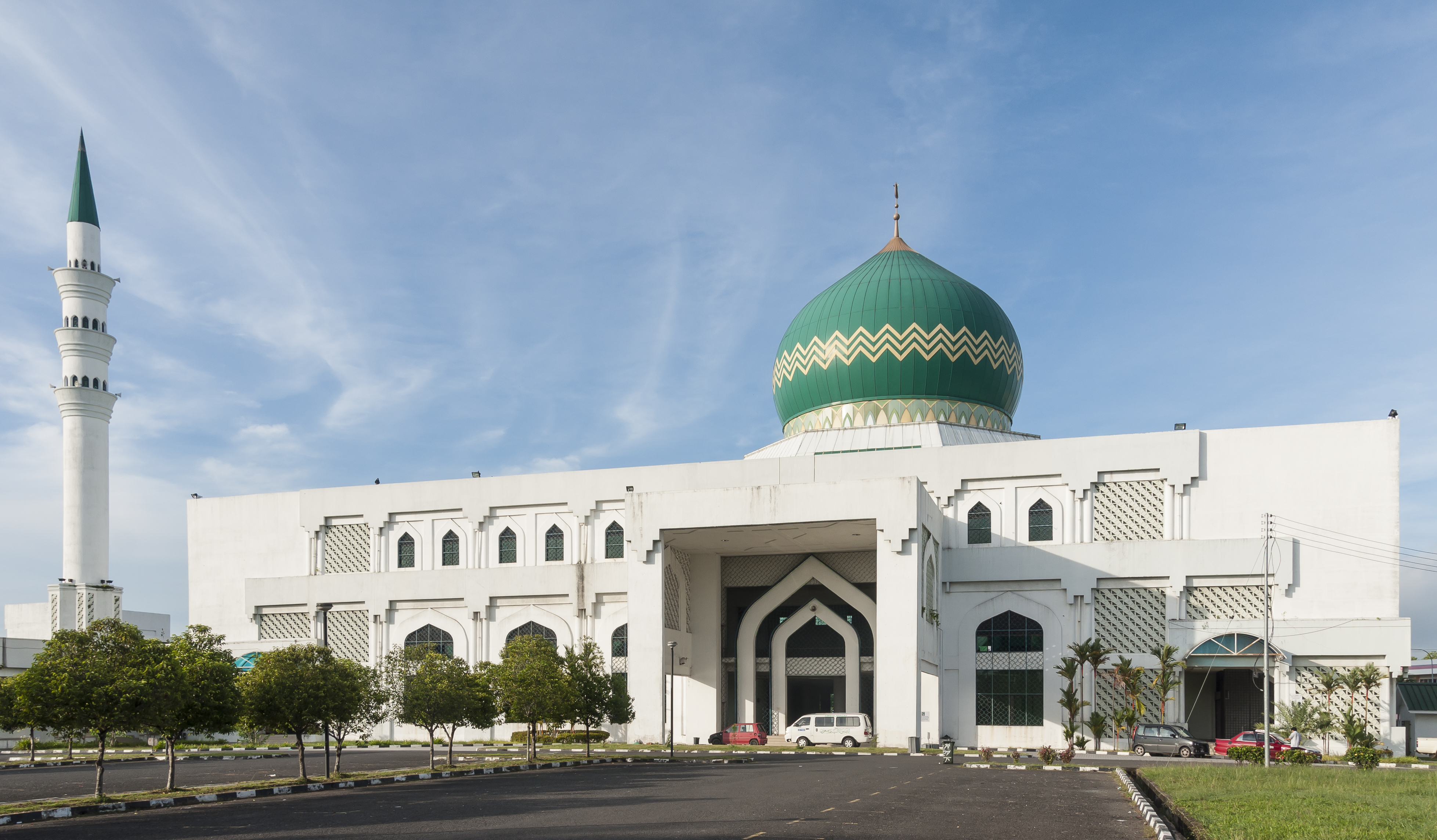

## أعلام
- بيت تيو